# Візуальне навчання
Візуальне навчання – це один зі стилів навчання в моделі VARK Ніла Флемінга, де інформація подається учню у візуальному форматі. Учні-візуали можуть використовувати графіки, діаграми, карти, схеми та інші форми візуальної стимуляції для ефективного інтерпретування інформації. Модель Флемінга VARK також включає кінестетичне та аудіальне навчання.  Немає доказів того, що надання візуальних матеріалів учням, у яких виявлено певний візуальний стиль, покращує їхнє навчання.

## Методи

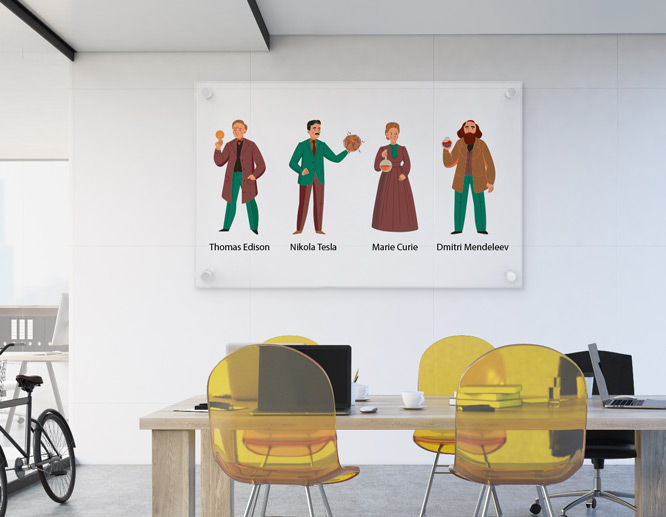
Відомі люди демонструють свої винаходи

Згідно з оглядовим дослідженням, використання графічних органайзерів покращує успішність учнів у таких сферах: 
Запам'ятовування
Учні краще запам'ятовують інформацію та можуть краще її відтворити, коли вона представлена та засвоєна як візуально, так і усно. 
Змістовне читання
Використання графічних органайзерів допомагає покращити розуміння прочитаного учнями. 
Успішність учнів
Учні як з розладами навчання, так і без них, покращують успішність з різних предметів та на різних рівнях навчання.
Навички мислення та навчання; критичне мислення
Коли учні розробляють та використовують графічний органайзер, їхні навички мислення вищого порядку та критичного мислення покращуються. 

## Задіяні ділянки мозку
Різні ділянки мозку працюють разом у багатьох аспектах, щоб створювати зображення, які ми бачимо очима та які кодуються нашим мозком. Основа цієї роботи відбувається в зоровій корі головного мозку. Зорова кора розташована в потиличній частці мозку та містить багато інших структур, що сприяють візуальному розпізнаванню, категоризації та навчанню. Одна з перших речей, яку мозок повинен зробити при отриманні нової візуальної інформації, є її розпізнавання. Ділянки мозку, що беруть участь у розпізнаванні, - це нижня скронева кора, верхня тім'яна кора та мозочок. Під час виконання завдань на розпізнавання активація збільшується в лівій нижній скроневій корі та зменшується в правій верхній тім'яній корі. Розпізнаванню сприяє нейронна пластичність, або здатність мозку змінювати свою форму на основі нової інформації.  Далі мозок повинен класифікувати матеріал, використовуючи три основні ділянки, що задіюються під час класифікації нової візуальної інформації: орбітофронтальна кору та дві дорсолатеральні префронтальні ділянки, які починають процес сортування нової інформації за групами та подальшого засвоєння цієї інформації в те, що ви, можливо, вже знаєте. 
Після розпізнавання та класифікації нового матеріалу, що потрапив в зорове поле, мозок готовий розпочати процес кодування – процес, який веде до навчання. У цьому процесі задіяно деякі ділянки мозку, такі як лобова частка, права екстрастріарна кора, неокортекс і знову ж таки, неостріатум. Зокрема, одна ділянка, лімбіко-діенцефальна, є важливою для перетворення сприйняття на спогади.  Завдяки об'єднанню завдань розпізнавання, категоризації та навчання, схеми допомагають значно спростити процес кодування нової інформації та зв'язування її з тим, що ви вже знаєте. Візуальні образи запам'ятовуються набагато краще, якщо застосовувати їх до вже відомої схеми. Схеми забезпечують покращення візуальної пам'яті та навчання. 

## Період немовляти

### Де починається
Між внутрішньоутробним віком і віком 18 місяців у дитини стрімко зростає кількість речовини, що називається сірою речовиною . Сіра речовина — це темніша тканина головного та спинного мозку, що складається переважно з тіл нервових клітин та розгалужених дендритів. Вона відповідає за обробку сенсорної інформації в мозку, такій як первинна зорова кора. Первинна зорова кора розташована в потиличній частці в задній частині мозку немовляти. Вона відповідає за обробку зорової інформації, такої як статичні або рухомі об’єкти та розпізнавання візерунків.

### Чотири шляхи зорової кори
У первинній зоровій корі є чотири шляхи: шлях до верхнього зорового горбика (SC-шлях), шлях до середньої скроневої ділянки (MT-шлях), шлях до фронтальних полів очей (FEF-шлях) і гальмівний (інгібіторний) шлях. Кожен із цих шляхів відіграє ключову роль у розвитку зорової уваги протягом перших місяців життя.
SC-шлях відповідає за ініціювання рухів очей у напрямку до простих стимулів. Він отримує інформацію від сітківки та зорової кори й може спрямовувати поведінку немовляти на об’єкт.
MT-шлях бере участь у плавному відстеженні об’єктів і проходить між SC-шляхом та первинною зоровою корою.
У поєднанні з SC- та MT-шляхами, FEF-шлях забезпечує контроль за рухами очей та зоровою увагою. Також він відіграє роль у сенсорній обробці в мозку немовляти.
Гальмівний шлях регулює активність у верхньому зоровому горбику і згодом забезпечує обов’язкову увагу у немовлят. Дозрівання та функціонування цих шляхів залежить від того, наскільки добре немовля здатне розрізняти та фокусувати увагу на візуальних стимулах.

### Дослідження, що підтверджують
Дослідження, проведене Хейтом, Хазаном та Гудманом у 1988 році, показало, що немовлята віком усього 3,5 місяця здатні створювати короткострокові очікування щодо ситуацій, у яких вони опиняються. Очікування в цьому дослідженні стосуються когнітивних та перцептивних способів, за допомогою яких немовля може передбачити майбутню подію. Це було перевірено шляхом показу немовляті або передбачуваного візерунка слайдів, або нерегулярного візерунка слайдів та відстеження рухів очей немовляти. 
Пізніше дослідження Джонсона, Познера та Ротбарта, проведене в 1991 році, показало, що до 4 місяців немовлята можуть формувати очікування. Це вивчалося за допомогою антиципативних (передбачливих) поглядів та уникнення взаємодії зі стимулами. Наприклад, антиципативні погляди зображують немовля як здатне передбачити наступну частину шаблону, який потім можна застосувати до реального сценарію грудного вигодовування. Немовлята здатні передбачати рухи матері та очікувати годування, тому вони можуть захопити сосок для годування. Очікування, передбачливі погляди та уникнення зацікавленості показують, що немовлята здатні до візуального навчання, навіть якщо це лише короткочасно. 
Девід Робертс (2016) тестував пропозиції щодо мультимедійного навчання і виявив, що використання певних зображень усуває педагогічно шкідливі надлишки тексту, зменшуючи когнітивне перевантаження та використовуючи недостатньо використані можливості візуальної обробки 

## У ранньому дитинстві
У віці від 3 до 8 років візуальне навчання покращується і починає набувати різноманітних форм. У віці 3–5 років рухова активність дитини формує її візуальне навчальне середовище. У цьому віці малюки досить часто використовують свої щойно розвинені сенсомоторні навички та поєднують їх із покращеним зором, щоб розуміти навколишній світ. Це бачать малюки, які використовують руки, щоб піднести об'єкти, що їх цікавлять, такі як очі та обличчя, близько до своїх сенсорів, щоб глибше дослідити їх. Це спостерігається, наприклад, коли діти підносять предмети до обличчя або очей для ближчого дослідження. Така поведінка концентрує як ментальну, так і зорову увагу дитини на об’єкті, блокуючи огляд інших предметів навколо.
Увага дитини зосереджена переважно на об'єктах та речах, які знаходяться безпосередньо перед ними, і тому проксимальний зір є основною перспективою візуального навчання. Це відрізняється від того, як дорослі використовують візуальне навчання. Ця різниця в зорі малюків і дорослих пояснюється розмірами їхнього тіла та рухами тіла, завдяки яким їхній зоровий досвід створюється рухами їхнього тіла. Огляд дорослої людини широкий через більший розмір тіла, і більшість об'єктів знаходяться в полі зору через відстань між нею та об'єктами.  Дорослі, як правило, сканують кімнату та сприймають усе загалом, а не лише один об’єкт. 
Те, як дитина інтегрує візуальне навчання з руховим досвідом, покращує її перцептивний та когнітивний розвиток.  Для дітей молодшого шкільного віку віком 4–11 років інтелект позитивно пов'язаний з рівнем їхньої аудіо-візуальної інтеграції. Найважливіший період для формування цієї інтеграції припадає на вік від 5 до 7 років. Протягом цього часу дитина опанувала візуально-кінестетичну інтеграцію, і візуальне навчання дитини може бути застосоване до формального навчання, зосередженого на книгах та читанні, а не на фізичних об'єктах, що впливає на її інтелект. Зі зростанням навичок читання діти здатні навчатися більше, а їхнє візуальне навчання розвивається не лише для того, щоб зосереджуватися на фізичних об'єктах, що знаходяться поблизу, але й для того, щоб інтерпретувати слова та таким чином здобувати знання через читання. 

## У середньому дитинстві
Тут ми класифікуємо середнє дитинство як вік від 9 до 14 років. На цьому етапі нормального розвитку дитини зір гострий, а навчальні процеси активно формуються. Більшість досліджень, присвячених візуальному навчанню, показали, що візуальні стилі навчання значно покращують загальну якість освітнього досвіду у порівнянні з традиційними методами. 
По-перше, візуальне навчання залучає учнів, зауважте, що залученість учнів є одним із найважливіших факторів, що мотивують учнів до навчання. Візуальні матеріали підвищують інтерес учнів за допомогою графічної анімації та відео. У результаті виявлено, що учні уважніше сприймають матеріал, коли він супроводжується візуальними елементами. Зі збільшенням уваги до матеріалу уроку було помічено багато позитивних результатів використання візуальних тактик у класах учнів середнього віку. Завдяки зростанню концентрації на навчальному матеріалі, спостерігаються численні позитивні результати застосування візуальних методів у класах для дітей середнього шкільного віку.
Учні краще організовують і опрацьовують інформацію, коли вона подана візуально, що допомагає глибше розуміти матеріал і краще його запам’ятовувати.  Дослідження показують, що вчителі які використовували візуальні стратегії для навчання учнів середнього віку, помічали позитивніше ставлення учнів до навчального матеріалу.  Учні також продемонстрували вищу успішність у тестах, вищі бали за стандартами успішності, здатність до мислення вищого рівня, та більшу залученість. Одне дослідження також показало, що вивчення емоційних подій, таких як Голокост, за допомогою наочних посібників підвищує емпатію у дітей середнього шкільного віку. 

## У підлітковому віці

### Дозрівання мозку у молодому віці
Сіра речовина відповідає за генерацію нервових імпульсів, які обробляють інформацію в мозку, тоді як біла речовина відповідає за передачу цієї інформації мозку між частками та через спинний мозок. Нервові імпульси передаються завдяки мієліну, жировій речовині, яка обгортає нервові клітини. Біла речовина має мієлінову оболонку (скупчення мієліну), тоді як сіра речовина її не має, що дозволяє нервовим імпульсам швидко рухатися вздовж волокна. Мієлінова оболонка повністю формується лише у віці 24–26 років.  Отже, підлітки та молоді люди зазвичай навчаються по-різному, і згодом часто використовують наочні посібники, щоб краще зрозуміти складні предмети.
Уподобання у навчанні можуть бути дуже різноманітними. Зокрема, у сфері візуального навчання вони можуть відрізнятися між людьми, які віддають перевагу навчальним інструкціям у текстовому форматі, та тими, хто віддає перевагу графіці та візуальним схемам.У дослідженні студентів коледжу вивчалися фактори, як-от освітні уподобання та просторові здібності (вміння створювати, утримувати й маніпулювати просторовими уявленнями). Результати засвідчили, що молоді люди здатні точно оцінити власний ефективний стиль навчання.  Ці особисті оцінки виявилися достовірними, а це означає, що самооцінка таких факторів, як просторові здібності та уподобання у навчанні, може бути ефективним показником того, наскільки добре людина засвоює знання візуально.

### Гендерні відмінності
Дослідження показали, що підлітки найкраще навчаються за допомогою 10 різних стилів: читання, маніпулятивна діяльність, пояснення вчителя, слухова стимуляція, візуальна демонстрація, візуальна стимуляція (електронна), візуальна стимуляція (тільки зображення), ігри, соціальна взаємодія та особистий досвід.  Згідно з дослідженням, юнаки демонструють перевагу навчанню через дії, з якими можна взаємодіяти фізично, тоді як дівчата демонструють більшу перевагу навчанню за допомогою візуальних конспектів вчителя, графіків, а також через читання. Це свідчить про те, що жінки більше реагують візуально й зацікавлені в інформації, з якою можуть фізично працювати безпосередньо. Натомість чоловіки краще навчаються через читання та усне пояснення матеріалу.

## Брак доказів
Хоча стилі навчання користуються величезною популярністю, і як діти, так і дорослі висловлюють особисті вподобання, немає жодних доказів того, що визначення стилю навчання учня покращує результати навчання. Існують вагомі докази проти широко розрекламованої «гіпотези сітчастості» ідею про те, що учень краще навчається, якщо навчання відповідає його стилю сприйняття.[18] Добре спроєктовані дослідження прямо заперечують цю гіпотезу. Замість того, щоб адаптувати навчання на «правильний» стиль навчання, найбільшу користь мають підходи, що поєднують кілька модальностей, наприклад використання як аудіо-, так і візуальних методів для всіх учнів. 

## Зовнішні посилання
- Статті та ресурси про візуальний стиль навчання для студентів та викладачів
- Більше порад для тих, хто навчається візуально